# Brachyolene seriemaculata
Brachyolene seriemaculata es una especie de escarabajo de la familia Cerambycidae. Fue descrita por Stephan von Breuning en 1942. Se encuentra en la Costa de Marfil.